# Gottfried Menzel
Gottfried Menzel (7 de junio de 1798, Schönwald, Friedland -. 14 de mayo de 1879, en Neustadt an der Tafelfichte) fue un escritor católico, sacerdote y naturalista checo. Estudió botánica, zoología, geología y clima del norte de Bohemia y publicó acerca de trabajos científicos.

## Biografía
Menzel, venía de una familia de campesinos en Schönwald (checo Krásný Les) . Asistió a la Escuela Piaristenschule en Jungbunzlau, y la escuela media de Praga, y en 1824 al Seminario de Leitmeritz. Después, fue capellán en Grottau. En 1831 publicó su Tiempo como Catequista en una Escuela de niñas en la región de Liberec con Flora de la gräflich Clam-gallasschen Señores Friedland, región de Liberec, Grafenstein y Lviv con prácticas de Notas (Praga 1830-33) su primer trabajo científico. El Conde Christian Christoph Clam-Gallas. Su herbario se encuentra hoy en el Museo de la ciudad de Frýdlants.
También como Pastor se dedicó a las Ciencias naturales: la mora y su cultivo, astronomía y medicina natural. Cuando a mediados del siglo XIX. y había Interés sobre Estados Unidos crecía, viajó allí, de su propio peculio de 1849 a 1851, especialmente a Texas. A continuación, publicó su Obra a Los Estados Unidos de América, con especial cuidado en la Emigración alemana entonces, de acuerdo a su propia visión escrito. A su regreso a Neustadt, fue nombrado Decano.
En 1854, se retiró debido a una enfermedad en los ojos. Se ubicó en su lugar natal Schönwald, luego a Neustadt an der Tafelfichte, donde, en 1879 murió.
Recibió de Francisco José I, condecoraciones de Oro y la Cruz con la Corona. Además, fue miembro Honorario de Sociedades científicas, entre ellas la Naturforschende Sociedad de la alta Lusacia. Y, recibió ciudadanía honorífica de Neustadtl.

## Literatura
- Marek Řeháček: Las Montañas De Jizera. Guía de excursiones por la Montaña y su Entorno. 1` ed. Kalendář Liberecka, 2003.

- Rodolfo Angel, Novela Karpaš: Frýdlantsko: Minulost a současnost kraje na úpatí Jizerských hor (español Friedlander Zona: Pasado y Presente de la Región, a los Pies de las montañas jizera) 2002 ISBN 80-86424-18-9